# Futang, Guangdong
Futang är en köping i sydöstra Kina. Den ligger i Lianshan härad i staden Qingyuan i provinsen Guangdong, omkring 180 kilometer nordväst om provinshuvudstaden Guangzhou. Antalet invånare är 14 903. Befolkningen består av 7 149 kvinnor och 7 754 män. Barn under 15 år utgör 24,0 %, vuxna 15-64 år 65 %, och äldre över 65 år 10,0 %.